# مرزة المستنقعات الإفريقية
مُرزة المستنقعات الإفريقية أو عُقيب المستنقعات الإفريقي (الاسم العلمي: Circus ranivorus)، طائر جارح يتبع جنس العقيب وفصيلة البازية. يُقيم بشكل كبير في موائل الأراضي الرطبة في جنوب ووسط وشرق إفريقيا من جنوب إفريقيا إلى جنوب السودان.